# Dokus Dagelet
Pour les articles homonymes, voir Dagelet.
Dokus Dagelet, née en 1973 aux Pays-Bas,, est une actrice néerlandaise.

## Carrière
Issue d'une famille d'artiste, elle est la fille de l'acteur Hans Dagelet. Elle est la sœur de l'actrice et animatrice Tatum Dagelet. Elle est la demi-sœur de l'actrice Charlie Chan Dagelet et des acteurs Mingus Dagelet et Monk Dagelet.

## Filmographie

### Cinéma et téléfilms
- 1983 : Mensen zoals jij en ik (nl) : Linda Oosterhof
- 1990 : Hoogvlieger : La sœur
- 1991 : Een dubbeltje te weinig (nl) : Ankie